# Gran Premi d'Austràlia del 2022
El Gran Premi d'Austràlia de Fórmula 1, la tercera cursa de la temporada 2022, va ser disputat al Circuit d'Albert Park a Melbourne entre els dies 08 al 10 d'abril del 2022.

## Antecedents
El Gran Premi torna a la Fórmula 1 després de dos anys sent cancel·lats degut a situació pandèmica de COVID-19 en la qual es van cancel·lar diversos esdeveniments esportius al país, el Gran Premi del 2020 es va cancel·lar hores abans de l'inici dels entrenaments lliures i el 2021 es va ajornar i cancel·lar temps després.
El circuit, on s'havia celebrat el format de pista des de l'any 1996, va patir nombrosos canvis, principalment l'ampliació de les vies i es va suprimir la xicane on hi havia als revolts 9 i 10, formant una pista amb una llarga recta.
El pilot d'Aston Martin, Sebastian Vettel, fa el seu debut a la temporada després de dos grans premis afastat a causa de la contaminació per COVID-19, en substitució del seu compatriota Nico Hulkenberg.

## Qualificació
La qualificació es va celebrar el dia 09 d'abril.
| Pos.               | Nº | Pilot            | Equip/Motor           | Part 1   | Part 2   | Part 3   | Graella |
| ------------------ | -- | ---------------- | --------------------- | -------- | -------- | -------- | ------- |
| 1                  | 16 | Charles Leclerc  | Ferrari               | 1:18.881 | 1:18.606 | 1:17.868 | 1       |
| 2                  | 1  | Max Verstappen   | Red Bull-RBPT         | 1:18.580 | 1:18.611 | 1:18.154 | 2       |
| 3                  | 11 | Sergio Pérez     | Red Bull-RBPT         | 1:18.834 | 1:18.340 | 1:18.240 | 3       |
| 4                  | 4  | Lando Norris     | McLaren-Mercedes      | 1:19.280 | 1:19.066 | 1:18.703 | 4       |
| 5                  | 44 | Lewis Hamilton   | Mercedes              | 1:19.401 | 1:19.106 | 1:18.825 | 5       |
| 6                  | 63 | George Russell   | Mercedes              | 1:19.405 | 1:19.076 | 1:18.933 | 6       |
| 7                  | 3  | Daniel Ricciardo | McLaren-Mercedes      | 1:19.665 | 1:19.130 | 1:19.032 | 7       |
| 8                  | 31 | Esteban Ocon     | Alpine-Renault        | 1:19.605 | 1:19.136 | 1:19.061 | 8       |
| 9                  | 55 | Carlos Sainz Jr. | Ferrari               | 1:18.983 | 1:18.469 | 1:19.408 | 9       |
| 10                 | 14 | Fernando Alonso  | Alpine-Renault        | 1:19.192 | 1:18.815 | S/temps  | 10      |
| 11                 | 10 | Pierre Gasly     | AlphaTauri-RBPT       | 1:19.580 | 1:19.226 |          | 11      |
| 12                 | 77 | Valtteri Bottas  | Alfa Romeo-Ferrari    | 1:19.251 | 1:19.410 |          | 12      |
| 13                 | 22 | Yuki Tsunoda     | AlphaTauri-RBPT       | 1:19.742 | 1:19.424 |          | 13      |
| 14                 | 24 | Guanyu Zhou      | Alfa Romeo-Ferrari    | 1:19.910 | 1:20.155 |          | 14      |
| 15                 | 47 | Mick Schumacher  | Haas-Ferrari          | 1:20.104 | 1:20.465 |          | 15      |
| 16                 | 20 | Kevin Magnussen  | Haas-Ferrari          | 1:20.254 |          |          | 16      |
| 17                 | 5  | Sebastian Vettel | Aston Martin-Mercedes | 1:21.149 |          |          | 17      |
| 18                 | 6  | Nicholas Latifi  | Williams-Mercedes     | 1:21.372 |          |          | 18      |
| 107%Temps:1:24.080 |    |                  |                       |          |          |          |         |
| NC                 | 18 | Lance Stroll     | Aston Martin-Mercedes | S/temps  |          |          | 191     |
| DSQ                | 23 | Alexander Albon  | Williams-Mercedes     |          |          |          | 202     |
| Font:              |    |                  |                       |          |          |          |         |

Notes
- ^1  – Lance Stroll va sofrir una penalització de tres llocs a la graella després de provocar una col·lisió amb Nicholas Latifi en el Q1.
- ^2  – Alexander Albon va sofrir una penalització de tres llocs a la graella després de provocar una col·lisió amb Lance Stroll al final de la carrera anterior i també fou desclassificat per no presentar la quantitat mínima de combustible requerida per extreure i haurà de sortir la darrera posició.[5]

## Resultats després de la cursa

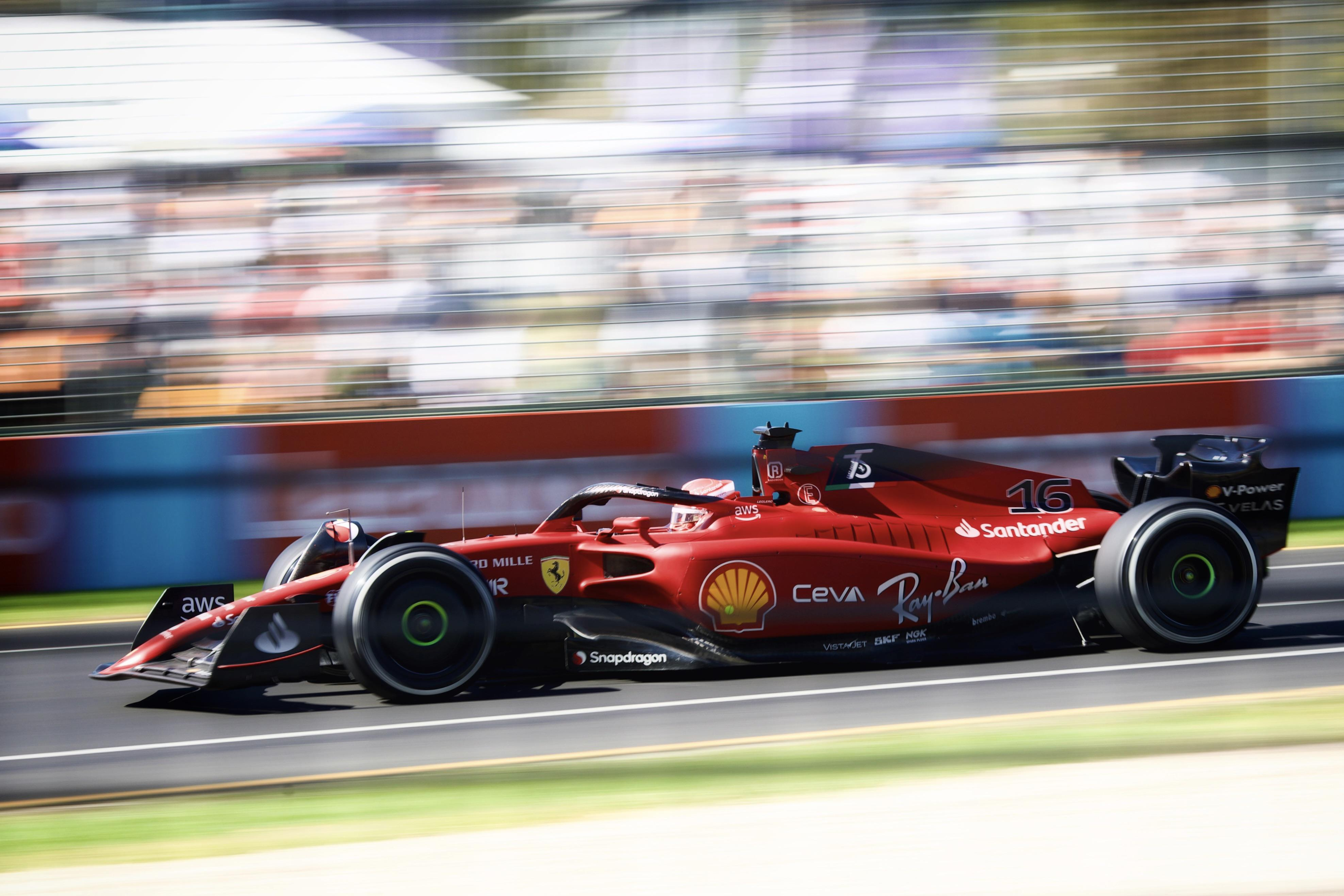
Charles Leclerc guanya la cursa i fa el seu primer Grand Slam en la Fórmula 1.

La cursa va ser realitzada en el dia 10 d'abril.
| Pos.                                                                | Nº | Pilot            | Equip/Motor           | Voltes | Temps/Retirada | Graella | Punts |
| ------------------------------------------------------------------- | -- | ---------------- | --------------------- | ------ | -------------- | ------- | ----- |
| 1                                                                   | 16 | Charles Leclerc  | Ferrari               | 58     | 1:27:46.548    | 1       | 261   |
| 2                                                                   | 11 | Sergio Pérez     | Red Bull-RBPT         | 58     | +20.524        | 3       | 18    |
| 3                                                                   | 63 | George Russell   | Mercedes              | 58     | +25.593        | 6       | 15    |
| 4                                                                   | 44 | Lewis Hamilton   | Mercedes              | 58     | +28.543        | 5       | 12    |
| 5                                                                   | 3  | Daniel Ricciardo | McLaren-Mercedes      | 58     | +53.303        | 4       | 10    |
| 6                                                                   | 4  | Lando Norris     | McLaren-Mercedes      | 58     | +53.737        | 7       | 8     |
| 7                                                                   | 31 | Esteban Ocon     | Alpine-Renault        | 58     | +1:01.683      | 8       | 6     |
| 8                                                                   | 77 | Valtteri Bottas  | Alfa Romeo-Ferrari    | 58     | +1:08.439      | 12      | 4     |
| 9                                                                   | 10 | Pierre Gasly     | AlphaTauri-RBPT       | 58     | +1:16.221      | 11      | 2     |
| 10                                                                  | 23 | Alexander Albon  | Williams-Mercedes     | 58     | +1:19.382      | 20      | 1     |
| 11                                                                  | 24 | Guanyu Zhou      | Alfa Romeo-Ferrari    | 58     | +1:21.695      | 14      |       |
| 12                                                                  | 18 | Lance Stroll     | Aston Martin-Mercedes | 58     | +1:28.5982     | 19      |       |
| 13                                                                  | 47 | Mick Schumacher  | Haas-Ferrari          | 57     | +1 volta       | 15      |       |
| 14                                                                  | 20 | Kevin Magnussen  | Haas-Ferrari          | 57     | +1 volta       | 16      |       |
| 15                                                                  | 22 | Yuki Tsunoda     | AlphaTauri-RBPT       | 57     | +1 volta       | 13      |       |
| 16                                                                  | 6  | Nicholas Latifi  | Williams-Mercedes     | 57     | +1 volta       | 18      |       |
| 17                                                                  | 14 | Fernando Alonso  | Alpine-Renault        | 57     | +1 volta       | 10      |       |
| Ret                                                                 | 1  | Max Verstappen   | Red Bull-RBPT         | 38     | F. Combustible | 2       |       |
| Ret                                                                 | 5  | Sebastian Vettel | Aston Martin-Mercedes | 23     | Col·lisió      | 17      |       |
| Ret                                                                 | 55 | Carlos Sainz Jr. | Ferrari               | 2      | Col·lisió      | 9       |       |
| Volta ràpida: — Charles Leclerc (Ferrari) – 1:20.260 (en el lap 58) |    |                  |                       |        |                |         |       |
| Font:                                                               |    |                  |                       |        |                |         |       |

Notes
- ^1  – Inclòs punt extra per volta ràpida.
- ^2  – Lance Stroll fou penalitzat per cinc segons per zigzaguejar a la pista, però la seva posició no va ser afectada.

## Classificació després de la cursa
| Pos. | Pilot            | Punts | Canvis |
| ---- | ---------------- | ----- | ------ |
| 1    | Charles Leclerc  | 71    | =      |
| 2    | George Russell   | 37    | 2      |
| 3    | Carlos Sainz Jr. | 33    | 1      |
| 4    | Sergio Pérez     | 30    | 3      |
| 5    | Lewis Hamilton   | 28    | =      |

| Pos. | Constructor      | Punts | Canvis |
| ---- | ---------------- | ----- | ------ |
| 1    | Ferrari          | 104   | =      |
| 2    | Mercedes         | 65    | =      |
| 3    | Red Bull-RBPT    | 55    | =      |
| 4    | McLaren-Mercedes | 24    | 4      |
| 5    | Alpine-Renault   | 22    | 1      |